# Lenka Kubálková
Lenka Kubálková, auch Lenca Kubalkova, (* März 1982 in Prag) ist eine tschechische Schauspielerin.

## Leben
Lenka Kubálková wurde 1982 in Prag geboren.
1987 hatte Kubálková im Alter von vier Jahren bei dem Film Muj hrísny muz erstmals eine Rolle inne. Von 1991 bis 1993 wirkte sie in der Filmreihe Prinzessin Fantaghirò als Donner mit.
Daneben ist sie als Musicalschauspielerin tätig.

## Filmografie
- 1987: Muj hrísny muz
- 1991–1993: Prinzessin Fantaghirò (Fantaghirò, Miniserie, 3 Folgen)
- 1995: Aneta (Fernsehserie)
- 2002: Perníková vez (Perníková věž)
- 2003: Dopisy v krajkách (Fernsehfilm)
- 2010: Ordinace v ruzové zahrade 2 (Fernsehserie, Folge 5x30)
- 2011: 4teens (undefined, Fernsehserie, Folge 1x04)
- 2013: Spackovi v síti casu (Fernsehserie, Folge 1x04)
- 2016: Strasidla (Strašidla)
- seit 2023: Zoo (Fernsehserie)